# Erik Johan Längman
Erik Johan Längman, född 24 maj 1799 i Borgå, död 16 oktober 1863 i Helsingfors, var en finländsk industrialist och donator.

## Biografi
Erik Johan Längman var son till köpmannen Abraham Längman, som drev en bod vid Rådhustorget i Borgå, och blev faderlös redan vid elva års ålder. År 1824 öppnade han en egen affär i Sederholmska huset vid dåvarande Stortorget i Helsingfors, som dock gick i konkurs 1829. Han köpte tillsammans med kompanjonen Paul Wahl, vars huvudverksamhet var att framställa järn ur sjömalm. Detta var bara delvis framgångsrikt, och vid årsskiftet 1846/47 sålde han sin andel till Wahl. Därefter satsade han på ett bruket tidigare delvis tillhörande  vattendrivet sågverk i Ummeljoki vid Kymmene älv och kunde som tidig entreprenör i den finländska skogsbranschen bygga upp en stor förmögenhet genom att köpa skog, innan dess fulla möjlighet som råvara stod klart för omvärlden.
I slutet av 1850-talet sålde han sina företag i Finland och förde en ambulerande tillvaro under flera år, bland annat i London. År 1860 kom han till Malmö, för att bygga upp Malmö Konst-Ull Fabrik för tillverkning av konstull av yllelump vid Södra Promenaden/Malmtorgsgatan. Detta projekt var svårgenomförbart, bland annat på grund av brist på lump i Sverige, och han återvände till hemlandet 1862.

## Längmanska testamentet
Längman är mest känd för att genom testamente ha grundat de Längmanska fonderna. Hans förmögenhet delades upp på Längmanska kulturfonden och Längmanska företagarfonden i Sverige samt de Längmanska A- och B-fonderna i Finland. Sedan 1985 är de finska fonderna uppdelade på tre regionala fonder till stöd för verksamheter i Lappland, Kajanaland respektive Norra Österbotten. Den fjärde fonden stöder konst och kultur i hela landet.